# 萩原利久
萩原 利久（はぎわら りく、1999年〈平成11年〉2月28日 - ）は、日本の俳優（元子役）。
埼玉県出身。NEWSエンターテインメント・スクールを経て2013年からトップコート所属。

## 概略
2008年、CM『LEGOブロック』で芸能界デビュー。
芸能活動のきっかけは「大好きな小島よしおに会って友達に自慢したい」という、軽い気持ちからだった。
2019年4月スタートのテレビドラマ『電影少女 -VIDEO GIRL MAI 2019-』で山下美月（乃木坂46）とダブル主演を務め、ドラマ初主演。
2022年1月19日に1月スタートのテレビドラマ『妻、小学生になる。』（TBS）に出演予定だったが、急性穿孔性虫垂炎のため降板を発表。同年2月18日に映画『牛首村』の公開初日舞台あいさつにて復帰したことを報告した。

## 人物
- 特技はバスケットボール、趣味は公園巡り[9][10]。
- 最も尊敬している役者であり、役者という職業を続けていきたいと覚悟を固めるきっかけとなった人物に菅田将暉の名前を挙げている[11][12]。
- バラエティ番組『めちゃ×2イケてるッ!』（フジテレビ）のオカレモンJr.を務めていたことがある[13]。MCを務めていた岡村隆史（ナインティナイン）は収録のたびに子役一人ひとりに声をかける等気にかけてくれたが、一方で相方矢部浩之はただの子供としてしか見ておらず雑に扱われたとのこと。その経験が萩原の役者人生の糧になっているため、ナインティナインの2人には感謝しているという[14]。
- 『鈍色の箱の中で』（テレビ朝日）や『3年A組-今から皆さんは、人質です-』（日本テレビ）で共演した神尾楓珠とはお互いの家に泊まりにいくほど仲がよく親友以上の関係である[15]。
- 『幽かな彼女』（関西テレビ）以降共演が多く同じ誕生日の上白石萌歌と映画『十二人の死にたい子どもたち』で共演した同い年の橋本環奈とは、3人で夜中まで定例会を行ったり[16]東京ディズニーランドに行く仲[17]である。

## 受賞歴
2022年
- WEIBO Account Festival 2022 優秀躍進俳優賞・話題俳優ペア賞

2024年
- ELLE CINEMA AWARDS 2024 エル・ガール ライジングスター賞

## 出演

### テレビドラマ
- トミカヒーロー レスキューフォース（2008年、テレビ東京） - 男の子 役
- モンスターペアレント 第6話（2008年8月5日、フジテレビ） - 男の子 役
- ハガネの女2（2011年4月21日 - 6月16日、テレビ朝日） - 秋山蓮 役
- 11人もいる! 第4話（2011年11月11日、テレビ朝日） - 小松 役
- 13歳のハローワーク 最終話（2012年3月9日、テレビ朝日） - 利久 役
- 運命の人 第9話（2012年3月11日、TBS） - 弓成純二（青年期） 役
- 外科医 鳩村周五郎 第9話（2012年3月16日、フジテレビ）
- さよならゴースト（2012年3月18日、BS日テレ） - 恒雪悟 役
- リバース〜警視庁捜査一課チームZ〜（2013年4月5日、日本テレビ） - 江上亨（少年期） 役
- 幽かな彼女（2013年4月9日 - 6月18日、関西テレビ・フジテレビ） - 藤江俊介 役
- ダンダリン 労働基準監督官 第1、3話（2013年10月2日 - 12月11日、日本テレビ）
- 変身インタビュアーの憂鬱（2013年10月21日 - 12月23日、TBS） - 甘粕真一（中学時代）、石原完一 役
- 金田一少年の事件簿N（neo）（2014年7月19日 - 9月20日、日本テレビ） - 辻隼人 役
- 問題のあるレストラン 第6話（2015年2月19日、フジテレビ） - 門司陽人 役
- 想ひそめし〜恋歌百人一首〜 第2話（2015年5月26日、メ〜テレ） - 北村 役
- 恋仲（2015年7月14日 - 9月20日、フジテレビ） - 星野悠真 役
- 妻と飛んだ特攻兵（2015年8月16日、テレビ朝日） - 広田大樹 役
- 科捜研の女 SEASON 15 第1話（2015年10月15日、テレビ朝日） - 芳尾優弥 役
- コールドケース 〜真実の扉〜 第3話（2016年11月5日、WOWOW） - 井上マサル（少年期） 役
- 視覚探偵 日暮旅人 第2話（2017年1月29日、日本テレビ） - ピザ屋の店員 役
- 帝一の國～学生街の喫茶店～（2017年4月21日、フジテレビ） - 根津二四三 役
- 先に生まれただけの僕（2017年10月14日 - 12月16日、日本テレビ） - 山田純平 役[20]
- 青い鳥なんて（2017年10月22日、CSフジテレビTWO） - 山田 役
- やれたかも委員会 第6話（2018年3月3日、AbemaTV） - 藤森良太 役
- あなたには帰る家がある（2018年4月13日 - 6月22日、TBS）テレビ - 茄子田慎吾 役[21]
- 天才バカボン3〜愛と青春のバカ田大學（2018年5月4日、日本テレビ）
- 覚悟はいいかそこの女子。 第1話（2018年6月24日、TBS） - 大滝佑虎 役
- グッド・ドクター 第7話 - 第9話（2018年8月23日 - 9月6日、フジテレビ） - 滝川亮平 役
- 3年A組-今から皆さんは、人質です-（2019年1月6日 - 3月10日、日本テレビ） - 逢沢博己 役[22]
- 電影少女 -VIDEO GIRL MAI 2019-（2019年4月11日 - 6月28日、テレビ東京）- 主演・叶野健人 役[注 1][23]
- ラッパーに噛まれたらラッパーになるドラマ（2019年7月12日・13日、テレビ朝日） - 杉内マコト 役[24]
- 大江戸スチームパンク（2020年1月19日 - 3月22日、テレビ大阪）- 主演・佑太 役[25][26]
- 鈍色の箱の中で（2020年2月8日 - 3月15日、テレビ朝日） - 主演・辻内基秋 役[27][28]
- アライブ がん専門医のカルテ 第8話（2020年2月27日、フジテレビ） - 井上和樹 役
- 連続テレビ小説（NHK）
  - エール 第87回・第88回（2020年10月13日・14日） - 岸本和俊 役[29][30]
  - おむすび 第53回 -（2024年12月11日 - ） - 原口尚弥 役[31][32]
- #リモラブ 〜普通の恋は邪道〜（2020年11月11日 - 12月23日、日本テレビ） - 笠舞蓮 役
- アノニマス〜警視庁“指殺人”対策室〜 第5話（2021年2月22日、テレビ東京） -  星野秀一 役[33]
- イチケイのカラス 第1話（2021年4月5日、フジテレビ） - 長岡誠 役[34]
- ライオンのおやつ（2021年6月27日 - 8月15日、NHK BSプレミアム） - 真下直弥 役
- 初情事まであと1時間 第2話「初体験まであと1時間」（2021年7月30日、毎日放送） - 主演・隆司 役[35]
- ラジエーションハウスII〜放射線科の診断レポート〜 第3話（2021年10月18日、フジテレビ） - 荒井和真 役[36]
- 准教授・高槻彰良の推察 Season2 第2話（2021年10月24日、WOWOW）（2022年3月12日、東海テレビ/フジテレビ） - 葉山 役[37]
- 美しい彼（2021年11月18日 - 12月23日、毎日放送） - 主演・平良一成 役[38][39][注 2]
  - 美しい彼 シーズン2（2023年2月8日 - 3月1日、毎日放送/TBS）[40]
- 探偵が早すぎる～春のトリック返し祭り～（2022年4月14日 - 6月16日、読売テレビ/日本テレビ）- 美津山宗介 役[41]
- 新・信長公記〜クラスメイトは戦国武将〜（2022年7月24日 - 9月25日、読売テレビ/日本テレビ） - 明智光秀 役[42]
- 北欧こじらせ日記（2022年10月5日 - 26日、テレビ東京） - 宮崎紘人 役[43]
- 早朝始発の殺風景 第4話・最終話（2022年11月25日・12月9日、WOWOW） - 直文 役[44]
- 月読くんの禁断お夜食（2023年4月22日 - 6月17日、テレビ朝日） - 主演・月読悠河 役[45]
- 真夏のシンデレラ（2023年7月10日 - 9月18日、フジテレビ） - 佐々木修 役[46]
- たとえあなたを忘れても（2023年10月22日 - 12月17日、朝日放送テレビ・テレビ朝日） - 青木空 役[47]
- めぐる未来（2024年1月18日 - 3月22日[注 3]、日本テレビ） - 主演・襷未来 役[48]
- イップス 第9話（2024年6月7日、フジテレビ） - 宮永隆一 役[49]
- 降り積もれ孤独な死よ（2024年7月7日 - 9月8日、読売テレビ・日本テレビ） - 瀧本蒼佑 役[50]
- モンスター 第1話（2024年10月14日、関西テレビ・フジテレビ） - 塩屋遼 役[51]
- リラの花咲くけものみち（2025年2月1日 - 15日、NHK総合・NHK BSプレミアム4K） - 久保残雪 役[52]
- あやしいパートナー 第3話（2025年5月14日、MBS・TBS） - 通行人 役（友情出演）[53]
- 初恋DOGs（2025年7月1日 - 、TBS） - 渡辺功介 役[54]
- 殺した夫が帰ってきました（2025年7月11日 - 8月15日、WOWOW） - 鈴倉和希 役[55]

### バラエティ
- めちゃ×2イケてるッ!（2009年 - 、フジテレビ） - オカレモンJr.
- 週刊こどもニュース（2010年4月 - 12月、NHK総合） - 次男・りく 役
- Rの法則（2016年8月4日、10月17日、NHK教育テレビジョン） - さわやか王子萩原くん 役
- 痛快TV スカッとジャパン（フジテレビ）
  - 胸キュンスカッと（2015年6月1日）
  - 胸キュンスカッと「初恋相手は学校のアイドル」（2015年10月26日） - 藤原朗 役
  - 胸キュンスカッと「恋のエイプリルフール」（2016年4月25日） - 西山真二 役
  - 胸キュンスカッと（2017年1月16日） - 原田春太郎 役
  - 胸キュンスカッと「本命チョコはあなたに…」（2017年2月13日） - 筒井星矢 役
  - 胸キュンスカッと「君に王手」（2017年7月31日）
  - 好きになっちゃうじゃんスカッと「店長の言葉に思わずときめいた話」（2019年11月25日） - 藤堂慎也 役
- 萩原利久のwkwkはぎわランド（2023年9月5日 - 、フジテレビ）[56][注 4]

### 映画
- 劇場版 炎神戦隊ゴーオンジャーVSゲキレンジャー（2009年1月24日）
- 水の声を聞く（2014年8月30日、シネマ☆インパクト） - シンジ 役
- 暗殺教室（2015年3月21日）
- ちはやふる 上の句 / 下の句（2016年3月19日 / 4月29日） - 竜ヶ崎ゆうた 役
- バニラボーイ トゥモロー・イズ・アナザー・デイ（2016年9月3日）
- 金メダル男（2016年10月22日）
- オー・マイ・ゼット!（2016年11月5日） - 松山ヒロト 役
- オケ老人!（2016年11月11日） - 大沢コーイチ 役
- イノセント15（2016年12月17日） - 主演・岩崎銀 役 ※ 1週間限定レイトショー公開 [57]
- 3月のライオン 前編 / 後編（2017年3月18日 / 4月22日）- 幸田歩 役
- 帝一の國（2017年4月29日） - 根津二四三 役
- ひかりのたび（2017年9月16日）- 狩野公介 役
- あゝ、荒野 前篇 / 後篇（2017年10月7日 / 10月21日） - 七尾マコト 役
- 永遠の少女（2017年10月28日）
- 写真甲子園 0.5秒の夏（2017年11月18日） - 中野大輝 役
- 屋上のおばけ (2017年12月27日) ※HKT48 1st album「092」Type-B
- ウィッチ・フウィッチ（2018年2月24日） - 主演・ジン 役（小川紗良とダブル主演）
- ブレイカーズ（2018年6月14日） - ケイゴ 役
- 志乃ちゃんは自分の名前が言えない（2018年7月14日） - 菊地強 役[58]
- 高崎グラフィティ。（2018年8月25日） - 阿部優斗 役[59][60]
- 美人が婚活してみたら（2018年10月6日） - 宮川 役
- 十二人の死にたい子どもたち（2019年1月25日） - 8号・タカヒロ 役[61]
- あの日のオルガン（2019年2月22日） - 近藤信次 役[62]
- アイネクライネナハトムジーク（2019年9月20日）- 久留米和人 役
- 恐怖人形（2019年11月15日） - 中川真人 役[63]
- 花束みたいな恋をした（2021年1月29日）[64] - 小村勝利 役[65]
- Bittersand（2021年6月25日） - 井葉有介 役[66]
- 牛首村（2022年2月18日） - 香月蓮 役[67][68][69]
- 天間荘の三姉妹（2022年10月28日） -  早乙女海斗 役[70]
- 左様なら今晩は（2022年11月11日） - 陽平 役[71]
- 美しい彼〜special edit version〜（2023年3月10日） - 主演・平良一成 役[72][注 2]
- 劇場版 美しい彼〜eternal〜（2023年4月7日） - 主演・平良一成 役[73][注 2][74]
- おとななじみ（2023年5月12日） - 蓮見伊織 役[75]
- キングダム - 蒙毅 役
  - キングダム 運命の炎（2023年7月28日）[76]
  - キングダム 大将軍の帰還（2024年7月12日）[77]
- ミステリと言う勿れ（2023年9月15日） - 波々壁新音 役[78]
- 朽ちないサクラ（2024年6月21日） - 磯川俊一 役[79]
- 世界征服やめた（2025年2月7日） - 主演・彼方 役[80]
- 今日の空が一番好き、とまだ言えない僕は（2025年4月25日） - 主演・小西徹 役 役[81][82]

### 劇場アニメ
- 花緑青が明ける日に（2025年公開予定） - 主演・帯刀敬太郎 役（古川琴音とダブル主演）[83]

### 舞台
- KENプロデュースvol5「ASU」（2009年5月23日 - 24日、コア・いけぶくろ） - 朔太郎 役
- LAUSU×空想組曲「眠れない羊」（2014年12月10日 - 23日、CBGKシブゲキ!!、かでるホール） - 広太 役
- 熊林弘高「お気に召すまま-As You Like It-」（2019年7月30日 - 9月15日、東京芸術劇場プレイハウス / 豊橋、新潟、兵庫、熊本、北九州公演）- シルヴィアス 役[84]
- デジタル本多劇場 第2弾～まだ近づきたくても近づけない人々の悲喜交々～「異常ありません」（2020年8月15日 - 16日、下北沢本多劇場）[85]

### CM
- 花王「アタック」
- ベネッセコーポレーション「得点力学習DS」
- 日本マクドナルド「ハッピーセット（idog ホノウ）」
- コナミ「ウイニングイレブン2009」
- KINCHO「蚊に効くカトリス（うたぐり深い目編）」
- レゴ「レゴブロック（ステゴサウルス編）」
- 住友信託銀行
- プレイステーション冬キャンペーン「先生」編
- BANDAI バトルスピリッツ カードxコア＝戦略無限大！覇王編 第3弾
- 積水ハウス「ひとは帰っていく」編
- 日本コカ・コーラ「ぼくらのやりたい100のコト！ボトル」編
- 三井不動産商業マネジメント 「ららぽーと」「GW Festa」編
- JOYSOUND「心のボリューム、上げていこう」編
- JA共済 特定重度疾病共済「新人」編、「練習」編、「若者の気持ち」編、「質問」編、「父の不安に」編、医療共済「一時金」編[86]、医療共済「祝金」編[86]、「お見舞い」編
- 三井不動産商業マネジメント
  - 三井ショッピングパーク ららぽーと「変わる。ららぽーと / ブレイキン」編（2025年4月11日 - ）[87]
  - 三井アウトレットパーク「SHOPPING is POWER / 遠くまで買い物」編（2025年4月14日 - ）[87]
- コナミデジタルエンタテインメント「eFootball」（2025年4月16日 - ） - コミュニティアンバサダー[88]
- モスバーガー（2025年7月9日 - ）

### 情報番組
- めざましテレビ（2023年9月4日・11日・18日、フジテレビ） 
  - マンスリーエンタメプレゼンター[89]

### ラジオ番組
- 萩原利久のオールナイトニッポンX（2022年2月19日、ニッポン放送）[90]

### ミュージック・ビデオ
- 工藤慎太郎「愛でいこうぜ!」（2008年6月） - 男の子 役
- KANA-BOON 「涙」
- 泉まくら「永遠の少女」 - YouTube（2017年）
- ハジ→「ラブレター。feat. 井上苑子」（2017年）

### ネット配信
- 好雨、時節を知る（2016年2月29日、YouTube） - 藍沢澄人 役
- 3年A組-今から皆さんだけの、卒業式です-（2019年3月10日・17日、Hulu） - 逢沢博巳 役[91]
- ホットママ（2021年3月19日 - 4月9日、Amazon Prime Video） - 南部 役[92]
- 息をひそめて 第2話「帰りたい場所が、ずっとなかった」（2021年4月23日、Hulu）- 八村陽平 役[93]
- イヤードラマ「はなのこと。」（2021年5月14日 - 6月4日、Numa） - 陽介 役[94]
- 変えられない私たち（2021年9月17日、YouTube）- 青年 役[95]
- 探偵が早すぎる～春のトリック返し祭り～ Huluオリジナルストーリー（2022年5月19日 - 6月16日、Hulu）- 美津山宗介 役[96]
- 新・信長公記 外伝（2022年9月11日 - 9月25日、Hulu） - 明智光秀 役[97]
- 真夏のシンデレラ  アフターパーティー（2023年9月18日、FOD） - 佐々木修 役
- めぐる、はるか未来（2024年3月21日、Hulu） - 主演・襷未来 役[98]
- いつだって究極の選択（2025年1月6日、YouTube 他） - 若手社員 役[99]
  - いつだって究極の選択 シーズン2（2025年6月2日、TikTok）[100]
- 晴れたらいいね（2025年1月10日、Amazon Prime Video） - 今井章一朗 役[101][注 5]
- 初恋アンダーDOGs〜負け犬と初恋〜（2025年7月8日 - 、TVer 他） - 主演・渡辺功介 役[103]

### その他
- トーショー - ウンダ 役
- 国大セミナー（マイナビ内）
- 東京オリンピック招致パンフレット
- 秋田県大仙市WEB PR動画「LOOK UP!」 - バスケ部員 役
- スプリックス 個人指導塾「森塾」[104]

## 書籍

### 写真集
- 萩原利久1st写真集「R」（2023年2月27日、徳間書店）[105]ISBN 978-4-19-865616-4
- 萩原利久 2nd写真集『W』（2024年11月20日、シンコーミュージック・エンタテイメント）[106]ISBN 978-4-40-162296-2